# Autostrada A24 (Niemcy)
Autostrada A24 (niem. Bundesautobahn 24 (BAB 24) także Autobahn 24 (A24)) – autostrada w Niemczech przebiegająca pomiędzy Berlinem a Hamburgiem.
Do lat 80. dzisiejsza A24 istniała jedynie na odcinku Kremmen (okolice węzła z A10) – Wittstock, gdzie przechodziła w dzisiejszą A19 w kierunku Rostocku.
W latach 80. stanowiła jedną z dróg tranzytowych (niem. Transitstraße) Niemieckiej Republiki Demokratycznej.

## Odcinki międzynarodowe
Droga pomiędzy węzłem Wittstock/Dosse z autostradą A19 a węzłem Havelland z autostradą A10 jest częścią trasy europejskiej E55.

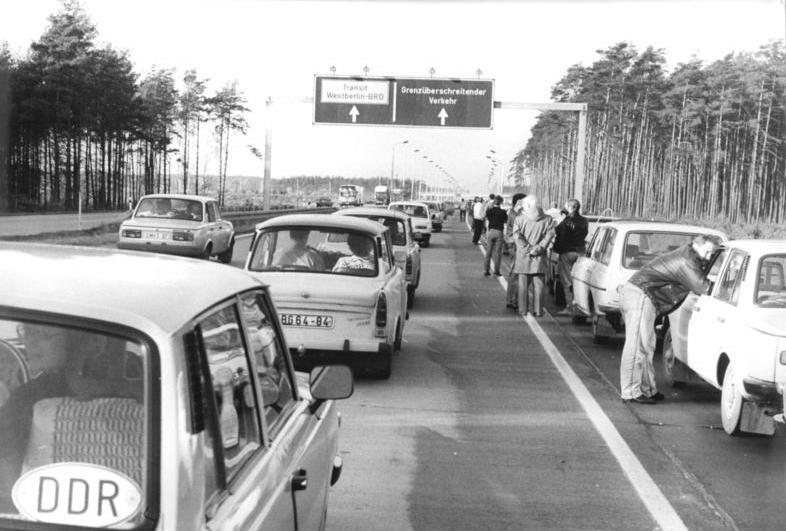
Korek drogowy do przejścia granicznego na granicy wewnątrzniemieckiej koło Zarrentin. Zdjęcie zrobiono 12 listopada 1989.

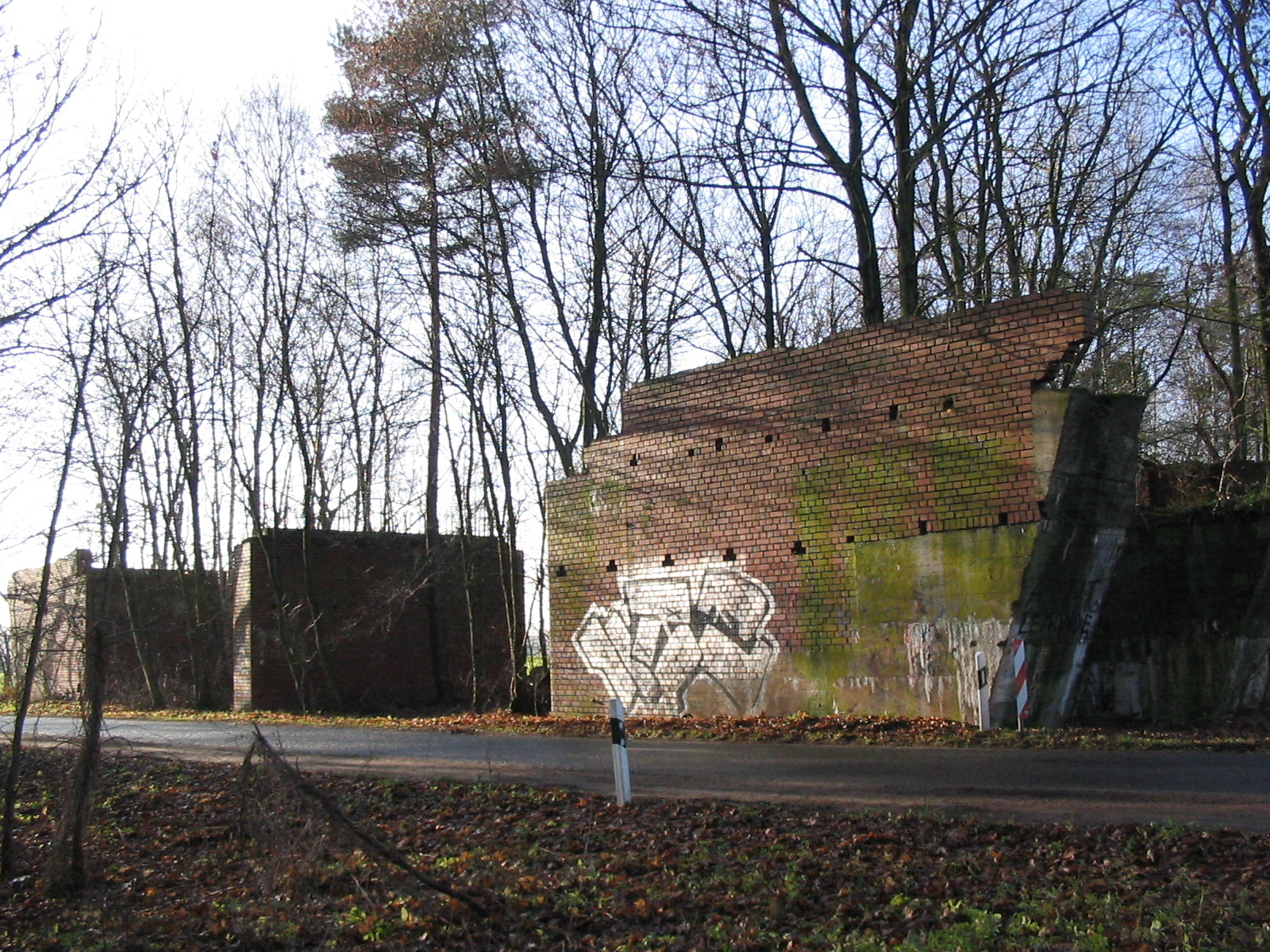
Nieużywany wiadukt z lat 30 na trasie planowanej Reichsautobahn 44 Hamburg - Berlin

Autostrady w rejonie Hamburga.

Droga pomiędzy węzłem Wittstock/Dosse z autostradą A19 a węzłem Hamburg-Ost z autostradą A1 jest częścią trasy europejskiej E26.